# Vimoutiers

Vimoutiers este o comună în departamentul Orne, Franța. În 1 ianuarie 2022 avea o populație de 3.041 de locuitori.